# Langenbachgrund und Haarweiherkette
Das Naturschutzgebiet Langenbachgrund und Haarweiherkette liegt auf dem Gebiet der Landkreise Erlangen-Höchstadt und Forchheim – 142,14 ha im Landkreis Forchheim und 0,03 ha im Landkreis Erlangen-Höchstadt. Das Gebiet erstreckt sich westlich von Willersdorf und südwestlich von Stiebarlimbach, beide Gemeindeteile von Hallerndorf. Nördlich verläuft die ERH 17 und nordöstlich die FO 10, östlich fließt die Aisch.

## Bedeutung
Das 142,17 ha große Gebiet mit der Nr. NSG-00512.01 wurde im Jahr 1996 unter Naturschutz gestellt. Es handelt sich um zwei Teichketten mit angrenzenden Wiesen, Waldbereichen und sandigen Dünenarealen.